# Волојаку (Мехединци)
Волојаку (рум. Voloiacu) насеље је у Румунији у округу Мехединци у општини Волојак. Oпштина се налази на надморској висини од 239 m.

## Становништво
Према подацима из 2011. године у насељу је живело 2038 становника.